# Rocas do Vouga
Rocas do Vouga es una freguesia portuguesa situada en el municipio de Sever do Vouga. Según el censo de 2021, tiene una población de 1508 habitantes.